# Joppa (Alabama)
Joppa est un census-designated place situé dans l’État américain de l'Alabama, dans le comté de Cullman et dans le comté de Marshall.

## Démographie
| 1900 | 1910 | 1920 | 2010 | - | - |
| ---- | ---- | ---- | ---- | - | - |
| 130  | 167  | 166  | 501  | - | - |